# لیک برکرافت (ویرجینیا)
لیک برکرافت (به انگلیسی: Lake Barcroft) یک منطقهٔ مسکونی در ایالات متحده آمریکا است که در شهرستان فرفکس، ویرجینیا واقع شده‌است. لیک برکرافت ۶٫۹ کیلومتر مربع مساحت و ۹٬۵۵۸ نفر جمعیت دارد و ۸۰ متر بالاتر از سطح دریا واقع شده‌است.